# Helena Takalo
Anni Helena Takalo,gebürtig Kivioja (* 28. Oktober 1947 in Nivala) ist eine ehemalige finnische Skilangläuferin.

## Werdegang
Takalo, die für den Nivalan Urheilijat startete, errang im Jahr 1966 bei den Svenska Skidspelen den dritten Platz mit der Staffel. Im folgenden Jahr belegte sie bei den Lahti Ski Games den dritten Platz mit der Staffel und den zweiten Platz über 10 km. Bei den Olympischen Winterspielen 1968 in Grenoble gelang ihr der 22. Platz über 5 km. Anfang März 1968 siegte sie bei den Lahti Ski Games mit der Staffel. Im Jahr 1969 kam sie bei den Svenska Skidspelen in Falun auf den dritten Platz mit der Staffel und auf den ersten Rang über 10 km. Bei den Nordischen Skiweltmeisterschaften 1970 in Vysoké Tatry holte sie die Bronzemedaille mit der Staffel. Im März 1970 triumphierte sie bei den Lahti Ski Games über 10 km. Im Jahr 1971 errang sie bei den Svenska Skidspelen den dritten und in den Jahren 1971 und 1972 bei den Lahti Ski Games jeweils den zweiten Platz mit der Staffel. Bei den Olympischen Winterspielen 1972 in Sapporo gewann sie die Silbermedaille mit der Staffel. In den Einzelrennen wurde sie dort Neunte über 5 km und Fünfte über 10 km.
Nachdem Takalo im Jahr 1973 bei den Svenska Skidspelen den dritten Platz über 10 km und den zweiten Rang mit der Staffel belegte, siegte sie bei den Lahti Ski Games mit der Staffel. Im folgenden Jahr wurde sie bei den Lahti Ski Games Dritte mit der Staffel. Bei den Nordischen Skiweltmeisterschaften 1974 in Falun gewann sie die Bronzemedaille über 10 km und kam zudem auf den vierten Platz mit der Staffel. Im Jahr 1975 lief sie jeweils mit der Staffel bei den Lahti Ski Games und bei den Svenska Skidspelen auf den zweiten Platz. Außerdem errang sie bei den Lahti Ski Games den dritten Platz über 10 km. Bei den Olympischen Winterspielen 1976 in Innsbruck holte sie jeweils die Silbermedaille mit der Staffel und über 10 km und die Goldmedaille über 5 km. Im selben Jahr kam sie bei den Lahti Ski Games über 10 km und mit der Staffel jeweils auf den dritten Platz und gewann zudem den 5-km und den 10-km-Lauf beim Holmenkollen Skifestival. Dafür wurde sie im folgenden Jahr mit der Holmenkollen-Medaille geehrt. Bei den Nordischen Skiweltmeisterschaften 1978 in Lahti gewann sie die Bronzemedaille über 20 km und jeweils die Goldmedaille mit der Staffel und über 5 km. Außerdem errang sie dort den 13. Platz über 10 km. Zwei Jahre später holte sie bei ihrer letzten Olympiateilnahme in Lake Placid die Bronzemedaille über 10 km. Zudem lief sie dort auf den achten Platz über 5 km und auf den fünften Rang mit der Staffel. Im März 1980 wurde sie bei den Lahti Ski Games hinter Hilkka Riihivuori Zweite über 10 km. Bei den Nordischen Skiweltmeisterschaften 1982 in Oslo kam sie auf den vierten Platz mit der Staffel. Bei finnischen Meisterschaften siegte sie viermal über 5 km (1971, 1975–76, 1978), und jeweils zweimal über 10 km (1975, 1976) und mit der Staffel (1977, 1980).
Takalo war ebenfalls als Leichtathletin aktiv. Dabei wurde sie im Jahr 1971 finnische Meisterin im Crosslauf. In den Jahren 1975, 1976 und 1978 wurde sie Sportlerin des Jahres in Finnland.